# Ашик Антон Бальтазарович
Анто́н Бальтаза́рович А́шик (4 серпня 1801, Рагуза — 26 травня (7 червня) 1854, Одеса, Херсонська губернія, Російська імперія) — чиновник, історик, археолог.

## Життєпис
Антон Бальтазарович Ашик народився 4 серпня 1801 року родині купця. З батьком-іммігрантом, що був родом з далматинських сербів, у 1812 поселився в Одесі, який віддав його до купецької контори. 1817-го вступив на службу до канцелярії Херсонського військового губернатора графа Луї Ланжерона.
У 1822 році Ашик перейшов, як і багато інших іноземців, в управління, організоване у місті Керч генуезцем Рафаїлом Скассі для організації обмінної торгівлі між племенами кавказьких горців та з ними. Його обов'язки полягали у веденні листування, що стосувалось відносин з черкесами і абазинцями, а у 1829 році, після відходу від справ Скассі, Ашик протягом півроку завідував його справами.
Це підприємство зникло у 1829 році, і Ашик на початку 1830 року був приставлений до начальника Кавказької області для виконання особливих доручень. З Кавказу Антон Бальтазарович був призначений знову в Керч до командира військами на кавказькій лінії. Тут він зблизився з відомим археологом Іваном Стемпковським, що був на той момент керченським градоначальником. Під керівництвом Івана Стемпковського і завдяки йому разом із П. Дебрюксом та Іваном Бларамбергом Ашик долучився до археологічних розкопок навколишніх курганів.
У 1826 році став спів-засновником, а в 1833—1849 роках (після смерті Івана Бларамберга) — вже був на посаді директора Керченського музею старожитностей, яку запропонував йому князь Воронцов. У 1837 відкрив Царський курган. З 1839 року — член Одеського товариства історії та старожитностей. У 1841, 1842 і 1845 роках Ашик здійснював поїздки в Італію й Австрію з науковою ціллю, для доповнення змісту своїх археологічних праць.
З археологічної царини Ашик пішов у 1852 році, коли виникли непорозуміння з приводу двох знайдених мармурових статуй, які призвели до звільнення Ашика від служби в Керченському музеї за розпорядженням міністра повітів Л. А. Перовського. 1852-го року переведений до Одеси, де він і провів решту часу у штаті Новоросійського і Бессарабського генерал-губернатора. Крім того, у 1852-1854 рр. обіймав посаду бібліотекаря (керівника) Одеської міської публічної бібліотеки. Опікуючись проблемами поповнення фондів книгозбірні, Антон Ашик налагодив широкі контакти з приватними особами — потенційними жертводавцями. Він наполегливо продовжував справу щодо отримання обов’язкового примірника від різних установ, поширював у пресі інформацію про нові надходження, стимулюючи в такий спосіб приватну ініціативу громадян.
Колекціонував рідкісні видання, твори мистецтва та ін. Рідкісними є його знахідки предметів давнини, багато з яких збагатили Санкт-Петербурзький Імператорський Ермітаж, а також забезпечували Ашику почесні і грошові урядові нагороди (зокрема, він нагороджений орденами Володимира 4-го ст., св. Станіслава 2-го ст., св. Анни 2-го ст.). Також він мав постійні зносини з деякими європейськими вченими і, завдяки їх посередництву, — з іноземними дворами, — він отримував іноземні ордени і подарунки. Зважаючи на те, що Ашик не мав ні плану, ні інструкції від начальника, що завідував тоді Першим відділом Ермітажу, куди надходили майже усі його знахідки, Ашик проводив свої розкопки без жодної системи, без ведення журналу і навіть без необхідного ретельного нагляду, внаслідок чого багато речей потрапило до іноземних музеїв.

## Праці
Ашик А. Б. є автором низки публікацій, у тому числі:
- (рос.)«Керченские древности. О Пантикапейской катакомбе, украшенной фресками» (Одеса, 1845),
- (рос.)«Керченские катакомбы» («Журнал Министерства Внутренних Дел», 1845),
- (рос.)«О последних археологических раскопках в Керчи» (ibid., 1846), «Археологические изыскания на Таманском полуострове» (ibid., 1847),
- http://web.nlu.org.ua/object.html?id=015 [Архівовано 20 грудня 2021 у Wayback Machine.]
- (фр.)«De la decouverte de deux statues antiques a Kertsche» (Одеса, 1851),
- Біографія І. Стемпковського («Записки Одесского общества истории и древностей», т. 5, 1863).

За монографію «рос. Воспорское царство с его палеографическими и надгробными памятниками, расписными вазами, планами, картами и видами» (1848–1849) був удостоєний почесного відгуку та малої премії Демидівської комісії Петербурзької Академії Наук.
Працями Ашика досі користуються вчені археологи.